# Czudniw-Wołynśkyj
Czudniw-Wołynśkyj (ukr. Чуднів-Волинський) – stacja kolejowa w miejscowości Olszanka, w rejonie żytomierskim, w obwodzie żytomierskim, na Ukrainie. Położona jest na linii Koziatyn – Berdyczów – Szepetówka.

## Historia
Stacja powstała w XIX w. na drodze żelaznej brzesko-kijowskiej pomiędzy stacjami Peczanówka i Michalenki. Początkowo nosiła nazwę Olszanka (ros. Ольшанка, Olszanka; ukr. Вільшанка, Wilszanka). Jeszcze w czasach carskich zmieniono nazwę na obecną, od pobliskiego miasteczka Cudnowa.